# Roberto Amadio
Roberto Amadio (né le 10 juillet 1963 à Portogruaro, en Vénétie) est un coureur cycliste et dirigeant d'équipe italien. Coureur professionnel de 1985 à 1989 après avoir été champion du monde de poursuite par équipes amateurs, il est ensuite devenu dirigeant d'équipe entre 1992 et 2014. 

## Biographie
Sa carrière sur route a été courte et modeste. Néanmoins, on peut signaler sa deuxième place sur la neuvième étape du Tour de France 1987. Il fut devancé au sprint par Adrie van der Poel d'une façon à la limite de la régularité. Le déclassement du Néerlandais fut évoqué sur la ligne d'arrivée, mais finalement, les commissaires de course ne donnèrent pas suite à la réclamation des dirigeants italiens de l'équipe Chateau d'Ax. Roberto Amadio avait terminé quelques jours auparavant, cinquième de la cinquième étape à Strasbourg et huitième de la septième étape à Troyes.
Cette même année 1987, il termine quatrième du Grand Prix de l'industrie et de l'artisanat de Larciano et huitième de la Coppa Bernocchi. En 1988, il est huitième du Circuit de la Vallée de la Lys.
Après sa carrière, il devient manager de plusieurs équipes entre 1992 et 2014. De 2005 à 2014, il est notamment manager de la formation Cannondale, renommée Liquigas. En fin d'année 2021, il est nommé manager des équipes nationales italiennes.

## Palmarès sur piste

### Jeux olympiques
- Los Angeles 1984
  - 4e de la poursuite par équipes

### Championnats du monde amateurs
- Bassano del Grappa 1985
  -  Champion du monde de poursuite par équipes (avec Massimo Brunelli, Gianpaolo Grisandi et Silvio Martinello)

### Championnats du monde militaires
- 1982
  -  Médaillé d'argent de la poursuite par équipes

### Six jours
- Six jours de Bassano del Grappa : 1986 (avec Danny Clark et Francesco Moser)

### Championnats nationaux
- Champion d'Italie de la course aux points amateurs en 1982
- Champion d'Italie de la poursuite par équipes amateurs en 1983 et 1984 (avec Stefano Allocchio et Massimo Brunelli)

## Palmarès sur route

### Par année
- 1981
  -  Champion d'Italie du contre-la-montre par équipes juniors
  - Coppa Montes
- 1983
  - Trophée Raffaele Marcoli
- 1985
  - 4ea étape du Cinturón a Mallorca

### Résultats sur les grands tours

#### Tour de France
2 participations
- 1987 : abandon (14e étape)
- 1988 : non partant (16e étape)